# شریف‌آباد گاوخونی
شریف آبادگاوخونی، روستایی است از توابع بخش مرکزی شهرستان جعفرآباد در استان قم در ایران است.

## جمعیت
این روستا در دهستان جعفرآباد قرار دارد و براساس سرشماری مرکز آمار ایران در سال ۱۳۸۵، جمعیت آن ۵۶ نفر (۱۳خانوار) بوده‌است.